# Yowamushi pedaru
Yowamushi pedaru (弱虫ペダル? 'Svag pedal'), är en sportrelaterad mangaserie skriven och tecknad av Wataru Watanabe. Den ges ut av Akita Shoten i magasinet Shūkan Shōnen Champion sedan februari 2008. Flera animer och medföljande filmer baserad på serien har gjorts av TMS Entertainment. Handlingen kretsar kring cyklisten Onoda Sakamichi och hans tävlingar i cykelklubben Sohoku. I Japan har Yowamushi pedaru sålts i 17 miljoner exemplar.